# Schlagintweitia intybacea
Schlagintweitia intybacea là một loài thực vật có hoa trong họ Cúc. Loài này được (All.) Griseb. miêu tả khoa học đầu tiên.